# Carlo Antonio Crespi
Pour les articles homonymes, voir Crespi.
Carlo Antonio Crespi ou Antonio Liborio Crespi, né le 22 juin 1712 à Bologne et mort le 9 avril 1781 dans la même ville, est un peintre et graveur baroque italien du XVIIIe siècle, fils du peintre Giuseppe Maria Crespi, dit Lo Spagnolo.

## Biographie
Antonio Crespi naît à Bologne de Giovanna Cuppini et de Giuseppe Maria Crespi en 1712. Il devient élève de son père, tout comme son frère Luigi. Il serait né selon le Bénézit vers 1704.
Antonio avait deux autres frères, Luigi, né en 1708, et Ferdinando. En 1730, son père a réalisé un portrait un de lui. Il est mort dans sa ville natale en 1781.

## Œuvres

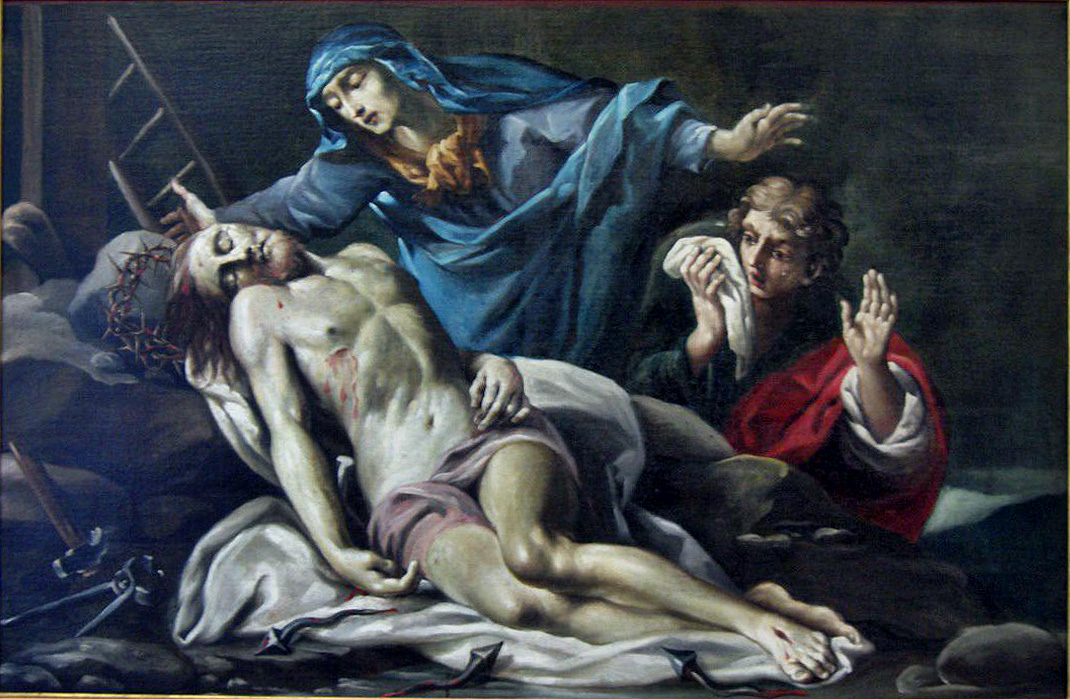
Pietà (n. d., musée de Rimini).

Ses œuvres étaient plutôt médiocres et ne se comparaient pas à la qualité de celles de son père ou de son frère Luigi. Une peinture à la Pinacothèque nationale de Bologne datée de 1771 et représentant Luigi Crespi porte une ancienne inscription du nom d'Antonio, même si elle est probablement un autoportrait du dernier, la composition de l'œuvre correspondant plus au style de Luigi. Ses œuvres dépeignaient principalement des sujets mythologiques ou religieux. Il était aussi connu pour être un peintre copiste, copiant les œuvres de son père.
Collections :
- Le Ninfe di Diana Disarmano gli Amorini Dormienti et Bacco Offre Doni ad Arianna, huiles sur toile, 34 × 45,5 cm, XVIIIe siècle, exposée à la Mostra de Bologne en 1935, vendue en 1998 par le marquis Filippo Sassoli De Bianchi à un collectionneur privé pour 11 924 € ;
- Attribué à Carlo Antonio Crespi, Interno di cucina, huile sur toile, 50 × 63 cm, XVIIIe siècle, vendue à un collectionneur privé pour 3 224 € ;
- Pietà, huile sur toile, 178 × 115 cm, XVIIIe siècle, Musée de Rimini ;
- Attribué à Carlo Antonio Crespi, La Cuoca, huile sur toile, 118 × 142 cm, 1740 ?, Cassa di Risparmio della Repubblica di San Marino (en) ;
- Interno di una cucina, huile sur toile, XVIIIe siècle, Pinacoteca Parmigiani (Bedonia) ;
- Natura morta con frutta, huile sur toile, 71 × 50 cm, entre 1740 et 1760, Fototeca Zeri (Université de Bologne).